# Champlin (Nièvre)
Champlin ist eine französische Gemeinde mit 42 Einwohnern (Stand 1. Januar 2022) im Département Nièvre in der Region Bourgogne-Franche-Comté (vor 2016 Bourgogne). Sie gehört zum Arrondissement Clamecy (bis 2017 Arrondissement Cosne-Cours-sur-Loire) und zum Kanton La Charité-sur-Loire.

## Geographie
Champlin liegt etwa 40 Kilometer nordöstlich von Nevers. Nachbargemeinden von Champlin sind Chevannes-Changy im Norden, Bussy-la-Pesle im Nordosten und Osten, Champallement im Südosten, Montenoison im Süden und Südwesten, Arthel im Westen sowie Authiou im Nordwesten.

## Bevölkerungsentwicklung
| Jahr                       | 1962 | 1968 | 1975 | 1982 | 1990 | 1999 | 2006 | 2019 |
| Einwohner                  | 97   | 79   | 66   | 52   | 50   | 48   | 30   | 39   |
| Quellen: Cassini und INSEE |      |      |      |      |      |      |      |      |

## Sehenswürdigkeiten
- Kirche Notre-Dame-de-la-Nativité aus dem 16. Jahrhundert

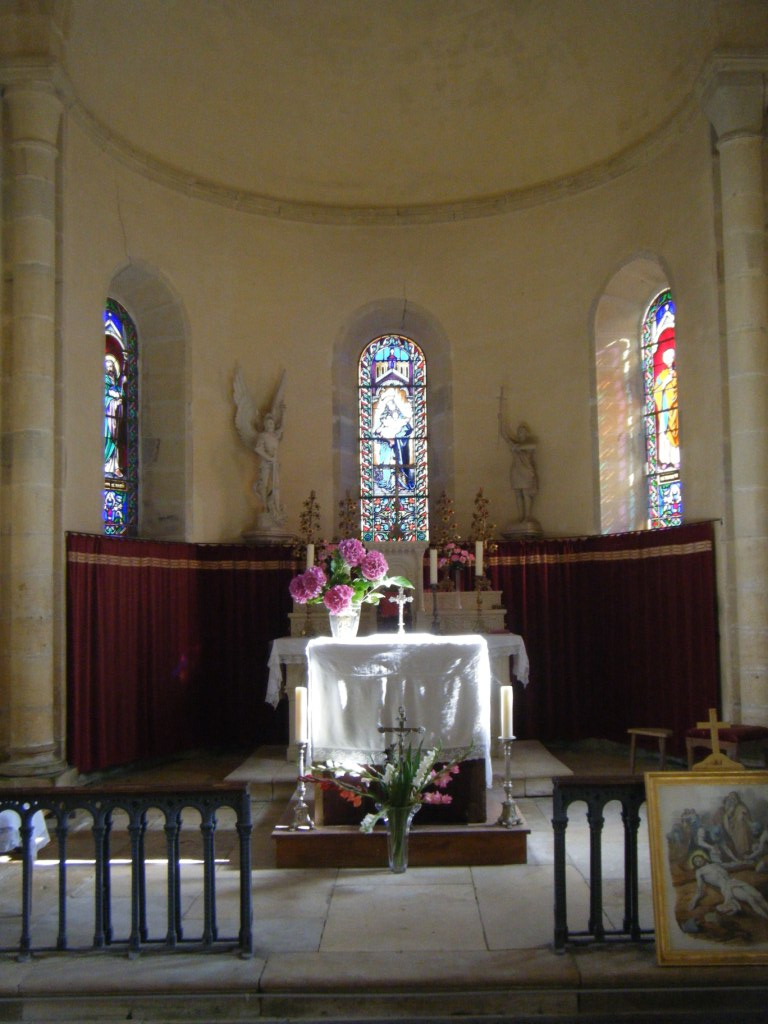
Innenansicht Notre-Dame-de-la-Nativité